# Selvino
Selvino is een gemeente in de Italiaanse provincie Bergamo (regio Lombardije) en telt 2045 inwoners (31-12-2004). De oppervlakte bedraagt 6,4 km², de bevolkingsdichtheid is 334 inwoners per km².

## Demografie
Selvino telt ongeveer 801 huishoudens. Het aantal inwoners steeg in de periode 1991-2001 met 9,5% volgens cijfers uit de tienjaarlijkse volkstellingen van ISTAT.
| Jaar | Inwoneraantal |
| ---- | ------------- |
| 1991 | 1837          |
| 2001 | 2011          |
| 2004 | 2045          |

## Geografie
De gemeente ligt op ongeveer 960 m boven zeeniveau.
Selvino grenst aan de volgende gemeenten: Albino, Algua, Aviatico, Nembro.

## Geboren
- Paoletta Magoni (1964), alpineskiester